# Ampedus sanguineus
Ampedus sanguineus är en skalbaggsart som först beskrevs av Carl von Linné 1758.  Ampedus sanguineus ingår i släktet Ampedus, och familjen knäppare. Enligt den finländska rödlistan är arten starkt hotad i Finland. Arten är reproducerande i Sverige. Artens livsmiljö är naturmoskogar.

## Bildgalleri

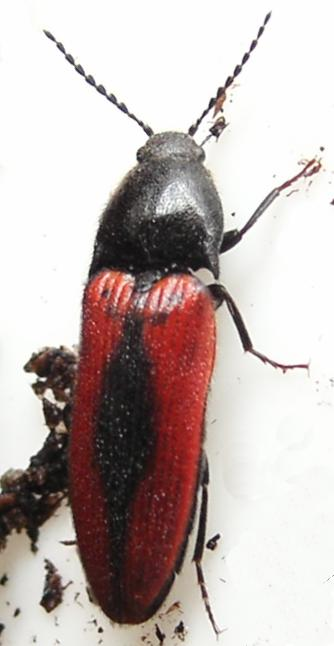
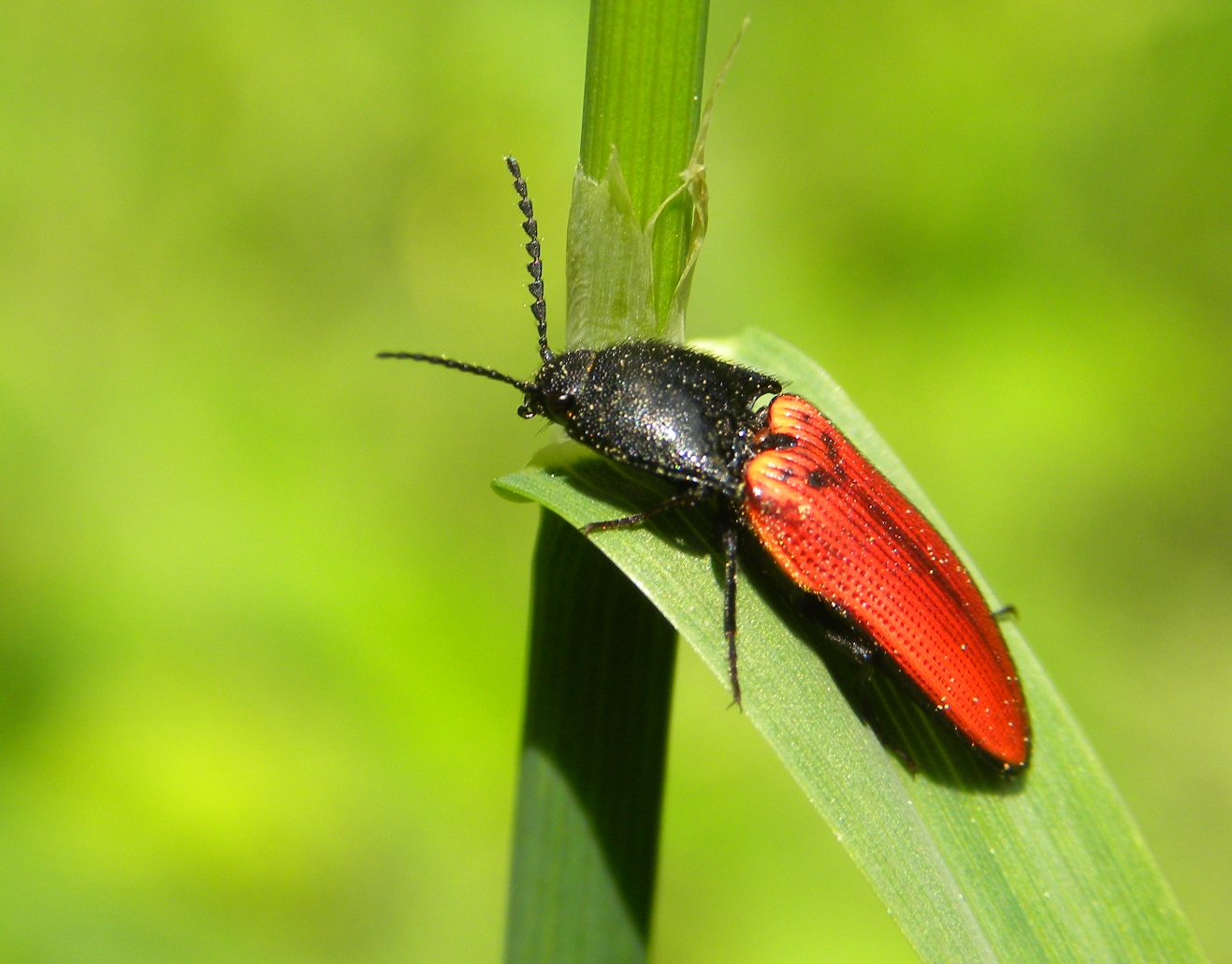